# Brixey-aux-Chanoines
Brixey-aux-Chanoines település Franciaországban, Meuse megyében. Lakosainak száma 78 fő (2022. január 1.). Brixey-aux-Chanoines Jubainville, Maxey-sur-Meuse, Goussaincourt, Sauvigny és Greux községekkel határos.

## Népesség
A település népességének változása:
| Lakosok száma | 123  | 84   | 91   | 82   | 85   | 87   | 84   | 80   | 79   | 78   |
|               | 1968 | 1982 | 1990 | 2006 | 2013 | 2015 | 2017 | 2019 | 2020 | 2022 |